# Centro Militar de Eletrónica
O Centro Militar de Eletrónica (AO 1945: Centro Militar de Electrónica) ou CME é uma unidade militar do Exército Português, sediada em Paço de Arcos, no concelho de Oeiras. A sua principal função é a de garantir o apoio geral de manutenção ao Exército, nas áreas dos equipamentos elétricos, eletrónicos, opticos, optrónicos e de comunicações.

## Objectivos
Os principais objetivos do CME são:
- Assegurar o apoio geral de manutenção ao Exército, nas áreas dos equipamentos elétricos, eletrónicos, de óptica, de optrónica e sistemas de comunicações;
- Assegurar o apoio directo de manutenção às unidades, estabelecimentos e órgãos da estrutura fixa do Exército, nas áreas dos equipamentos de frio e calor, através de equipas de contacto;
- Ministrar cursos de qualificação na área dos equipamentos elétricos e eletrónicos;
- Colaborar com a Escola Prática dos Serviços e com a Escola Prática de Transmissões na formação da componente prática na área da eletrónica, a oficiais e sargentos;
- Colaborar em acções no âmbito das outras missões de interesse público, conforme lhe for determinado.

## História
O atual Centro Militar de Eletrónica tem origem na Companhia de Especialistas da artilharia de costa, criada pelo Decreto de 25 de maio de 1911. A Companhia de Especialistas estava adstrita a um dos batalhões de artilharia de costa do Campo Entrincheirado de Lisboa e destinava-se a fornecer os eletricistas necessários para guarnecer as estações foto-elétricas dos setores de defesa marítima do Campo, bem como os telegrafistas necessários para os serviços telegráficos e telefónicos daquela defesa. 
No âmbito da nova organização das armas e serviços do Exército estabelecida pelo Decreto n.º 13851 de 29 de junho de 1927, a Companhia de Especialistas é transformada no Grupo de Especialistas, organizado em duas companhias, passando a ser uma unidade independente e mantendo as mesmas funções. 
Em 1944, o Grupo de Especialistas passa a funcionar como Escola de Mecânicos Electricistas do Exército. 
O Grupo de Especialistas deu origem à Escola Militar de Electromecânica (EMEL), criada pelo Decreto-Lei nº 38945 de 1952. A EMEL destinava-se originalmente a formar técnicos de mecânica, eletricidade e eletrónica dos três ramos das Forças Armadas. Entretanto, acabou por formar apenas técnicos do Exército e da Força Aérea, nunca assumindo a responsabilidade pela formação dos técnicos da Marinha. 
Na sequência da Lei Orgânica do Exército de 2006, a EMEL é transformada no Centro Militar de Eletrónica.

## Atividade

### Formação
No Centro Militar de Eletrónica são ministrados os seguintes cursos de formação para oficiais e sargentos das Forças Armadas e de Segurança:
1. Qualificação de mecânico de frio;
2. Qualificação de mecânico de calor;
3. Manutenção de sistema de controlo de tiro de carro de combate M60A3;
4. Manutenção de radar AN/PPS-5B;
5. Elementar de radar;
6. Qualificação eletrónica e torre do sistema míssil Chaparral;
7. Manutenção de radar FAAR;
8. Qualificação de técnico de eletrónica e de equipamentos de rádio;
9. Qualificação de mecânico eletricista;
10. Qualificação de mecânico eletricista auto;
11. Qualificação de mecânico de equipamentos eletrónicos;
12. Qualificação de mecânico de radar;
13. Qualificação de mecânico de míssil;
14. Qualificação de mecânico de instrumentos de precisão optrónica.

### Manutenção
O CME é reponsável pela manutenção de apoio geral ou de apoio direto aos órgãos da Componente Fixa do Sistema de Forças do Exército dos seguintes equipamentos:
1. Equipamentos de frio e calor;
2. Equipamentos elétricos, eletrónicos, de óptica e de optrónica dos sistemas de armas (incluindo radares, sistemas de lançamento de mísseis, equipamentos de visão noturna e outros);
3. Sistemas de comunicações (incluindo equipamentos de rádio, de telefonia por fios e centrais de comutação digital).